# PTRS-41
Il PTRS-41 (in russo Противотанковое ружьё Симонова?, ISO 9Traslitterato: ProtivoTankovoe Ružʹë Simonova, cioè fucile anticarro Simonov) è un fucile anticarro semiautomatico prodotto dall'Unione Sovietica, miglioramento del precedente PTRD-41.

## Ideazione
Il PTRS-41 fu prodotto e utilizzato dall'Unione Sovietica durante la Seconda guerra mondiale. Negli anni tra le due guerre, l'Unione Sovietica cominciò a sperimentare differenti calibri per armi anticarro. Ritenendo il 12,7 × 108 mm insoddisfacente, cominciarono la sperimentazione del 14,5 × 114 mm (teoricamente un calibro .57). Famosi progettisti russi, come Vasili Degtyaryov e Sergei Gavrilovich Simonov, tentarono di creare armi che potessero utilizzare un calibro di tali dimensioni e nel 1938 Simonov progettò il PTRS-41.
Il caricatore da 5 cartucce era inserito dal basso nel ricevitore. Sparando l'ultimo colpo l'otturatore, posto pochi centimetri prima della canna, si bloccava in apertura e solo in questo momento era possibile aprire il ricevitore per inserire un nuovo caricatore. Il PTRS-41, operato a gas, aveva la tendenza ad incepparsi se sporco e  i proiettili calibro 14,5 mm producevano residui di polvere sull'apertura per il recupero dei gas, bloccandone il complesso meccanismo.
I proiettili 14,5 mm avevano una velocità alla volata di 1013 m/s e un'ottima balistica: penetravano una placca di metallo spessa 40 mm a 100 metri.

## Storia
Il fucile venne prodotto in massa solo a partire dal 1941 e fu largamente usato sul fronte orientale nella Seconda Guerra Mondiale. Si rivelò efficace anche contro i carri più evoluti e venne utilizzato con successo in attacchi a convogli o a veicoli scarsamente corazzati, sino a quando le corazze tedesche, con il progredire della guerra, non divennero troppo spesse. Come contromisura, i carri tedeschi erano muniti di Schurzen (gonne), placche metalliche aggiuntive nei punti in cui la corazza era più sottile.
Il PTRS-41 fu usato anche contro mortai e soprattutto contro postazioni fisse di mitragliatrici. Come aveva insegnato il Lahti L-39 durante la Guerra d'Inverno, il fucile era spesso usato contro i cecchini: posizionato dietro un riparo, un elmetto o un berretto da ufficiale sostenuto da un bastone; quando il francotiratore sparava contro l'"esca" rivelava agli operatori del PTRS la sua posizione, e centrato dall'arma anticarro. Fonti incerte parlano di un soldato che durante la battaglia di Kursk uccise un tedesco da 1600/1700 m, ma probabilmente si tratta di un "racconto da trincea".
Durante la guerra un certo numero di questi fucili furono catturati ed usati dai tedeschi, denominati Panzerbüchse-784 o PzB-784.

## Nella cultura di massa
Questo fucile viene utilizzato da Daisuke Jigen nel film di animazione giapponese Lupin III - Il castello di Cagliostro, del 1979.